# Mattia Aversa
Mattia Aversa (Napoli, 23 luglio 1986) è un nuotatore italiano.

## Carriera
Specialista del dorso, ha avuto una discreta carriera a livello giovanile, culminata con l'argento nei 200 m ai campionati europei giovanili di nuoto  di Lisbona. Ha ottenuto i suoi primi risultati assoluti nel 2005 vincendo il suo primo titolo italiano nei 100 m dorso con Record Italiano Cadetti, partecipando alle Universiadi di Smirne e ai Campionati Europei di nuoto in vasca corta di Trieste.
Nel 2006 ai campionati italiani ha vinto i 200 m dorso ai primaverili e agli invernali, e si è meritato la convocazione nella nazionale maggiore per i Campionati europei di Budapest, dove è giunto in finale nei 200 m dorso.Nel 2007 ha vinto i 200 dorso ai campionati invernali di Livorno ed ha partecipato alle Universiadi di Bangkok. Nel 2008 ai Campionati Italiani Assoluti di Livorno ha ottenuto il tempo limite nei 200 m dorso per la partecipazione ai Giochi della XXIX Olimpiade di Pechino. È tornato a disputare una finale internazionale nel luglio del 2009 arrivando ottavo alle universiadi di Belgrado nei 200 m dorso.

## Primati personali

### Vasca da 50 m
- 50 m dorso 25"80 - 6 marzo 2009 - Riccione
- 100 m dorso 55"51 - 14 febbraio 2006 - Sabadell  Spagna
- 200 m dorso 1'58"18 - 5 marzo 2009 - Riccione

### Vasca da 25 m
- 50 m dorso 25"49 - 29 novembre 2008 - Genova
- 100 m dorso 53"29 - 21 novembre 2009 - Riccione
- 200 m dorso 1'54"50 - 22 novembre 2009 - Riccione

## Palmarès
| Giochi Olimpici         | ---                     | ---                     | 200 m dorso               |
| 2008 Pechino Cina       | ---                     | ---                     | 25º in batteria 1'58"85   |
| Campionati europei      | ---                     | 100 m dorso             | 200 m dorso               |
| 2006 Budapest Ungheria  | ---                     | 19º in batteria 56"22   | 8º 2'01"05                |
| Europei in vasca corta  | ---                     | ---                     | 200 m dorso               |
| 2005 Trieste Italia     | ---                     | ---                     | 10º in batteria 1'56"93   |
| Universiadi             | 50 m dorso              | 100 m dorso             | 200 m dorso               |
| 2005 Smirne Turchia     | elim. in batteria 27"11 | elim. in batteria 57"58 | elim. in batteria 2'03"51 |
| 2007 Bangkok Thailandia | ---                     | 8º in finale B 57"06    | 6º in finale B 2'02"58    |
| 2009 Belgrado Serbia    | 18º in batteria 26"26   | ---                     | 8º 2'03"25                |
| Europei giovanili       | ---                     | ---                     | 200 m dorso               |
| 2004 Lisbona Portogallo | ---                     | ---                     | Argento 2'05"70           |

### Campionati italiani
3 titoli individuali e 1 in staffetta, così ripartiti:
- 1 nei 100 m dorso
- 2 nei 200 m dorso
- 1 nella staffetta 4×100 m mista

nd = non disputata
| Anno | Edizione    | dorso 50 m | dorso 100 m | dorso 200 m | mista 4×100 m |
| ---- | ----------- | ---------- | ----------- | ----------- | ------------- |
| 2005 | Primaverili | 2          | 1           | -           | -             |
| 2005 | Estivi      | -          | 3           | 2           | 3             |
| 2006 | Primaverili | -          | 2           | 1           | 2             |
| 2006 | Estivi      | -          | 3           | 3           | 2             |
| 2006 | Invernali   | -          | 3           | 1           | nd            |
| 2007 | Primaverili | -          | -           | 2           | 3             |
| 2007 | Estivi      | -          | -           | 2           | -             |
| 2007 | Invernali   | -          | -           | 2           | nd            |
| 2008 | Primaverili | -          | -           | 2           | 1             |
| 2008 | Estivi      | -          | -           | -           | 3             |
| 2008 | Invernali   | -          | -           | 3           | nd            |
| 2009 | Primaverili | -          | -           | 2           | -             |
| 2010 | Primaverili | -          | -           | 3           | -             |
| 2010 | Estivi      | -          | -           | 2           | nd            |